# Traian Vuia (feltaláló)
Traian Vuia (Kisszurdok, 1872. augusztus 17. – Bukarest, 1950. szeptember 3.) román feltaláló, a repülés egyik úttörője. 1906. március 18-án hajtotta végre az egyik első önálló repülést (katapult vagy egyéb külső eszköz nélkül) a levegőnél nehezebb szerkezettel.

## Életrajzi adatok
Traian Vuia 1872-ben született Kisszurdok faluban, Krassó-Szörény vármegyében, Ausztria-Magyarországon. (Az egykori Bozsor község része, ma Traian Vuia, Temes megye, Románia) . Szülei Simion Popescu pap és Ana Vuia, aki a második felesége volt. Általános iskolába Bozsorban (ma Traian Vuia ) és Facsádban járt. 1884 és 1892 között a lugosi római katolikus gimnáziumban tanult. Lugosban sok időt töltött Coriolan Brediceanu családja körében, akik tanácsot, segítséget és bátorítást nyújtottak neki karrierje későbbi szakaszában.
Vuia ellenállhatatlan vonzalmat és szeretetet mutatott az alkalmazott mechanika és fizika iránt, amióta alapfokú, majd középfokú kurzusra járt. Tíz éves kora óta szenvedély fűzte a papírsárkányok iránt. Folyamatosan törekedett a tökéletesítésükre. A középiskolában Vuia fizikát és mechanikát tanul, és már nem elégszik meg azzal, hogy egyszerűen sárkányt épít, hanem megpróbálja elmagyarázni, hogy mi történik az eszköz körül, milyen erők hatnak rá, amikor elindítják és a levegőben tartják, milyen egyensúlyi viszonyok uralkodnak stb. Meg akarta érteni a repülést, és azt szerette volna, ha a papírsárkányok a saját akarata szerint mozogtak volna. A lugosi Római Katolikus Gimnáziumban érettségizett „eminens” minősítéssel.
Érettségi megszerzése után, 1892-ben Vuia beiratkozott a Budapesti Műszaki Egyetemre. Egy évig a Politechnikum gépészeti tanszékét látogatta esti tagozaton. Mivel nem volt elég pénze, beiratkozott a jogi egyetemre, és a megélhetés érdekében ügyvédi irodákban praktizált a Bánátban. Így Vuia diákkorának jó része a valódi céljaitól eltérően alakult. A fiatalember azonban a jogtudományok területén is sikereket ért el. 1901. május 6-án Traian Vuia jogi tudományokból doktorált.
A diploma megszerzése után Traian Vuia visszatért Lugosba. Itt folytatta az emberi repülés problémájának tanulmányozását, és elkezdte építeni első repülő gépét, amelyet aeroplan-automobilnak hívott. Pénzhiány miatt nem tudta befejezni projektjét, ezért úgy döntött 1902 júliusában, hogy Párizsba megy. Itt Vuia azt remélte, hogy talál valakit, aki érdeklődik a projektje finanszírozása iránt, különösen a léggömbökkel foglalkozó emberek körében, de sok szkepticizmussal találkozott azzal az elképzeléssel kapcsolatban, hogy egy olyan repülő gép, amelynek sűrűsége nagyobb, mint a levegőé, repülni tudna. Vuia Victor Tatinhoz fordult, egy jól ismert teoretikushoz, aki 1879-ben kísérleti repülőgépmodellt épített. Tatin ugyan  érdeklődött a projekt iránt, de igyekezett meggyőzni Vuiát, hogy nincs mit tenni, mert nincs megfelelő motorja és instabil a szerkezet. Vuia azonban tovább folytatta projektje népszerűsítését, és 1903. február 16-án elküldte a párizsi Tudományos Akadémiának, bebizonyítva a levegőnél nehezebb repülőgéppel való repülés lehetőségét. Az Akadémia azzal az indoklással  utasította el a tervét, hogy az túlságosan utópisztikus:
"A levegőnél nehezebb gép repülésének problémája nem oldható meg, és csak egy álom marad."
Ezen akadályok ellenére Vuia nem adta fel a projektet, és szabadalmat kért, amelyet 1903. augusztus 17-én megadtak, és 1903. október 16-án közzétettek. A szabadalmaztatott találmányt aeroplan-automobilnak nevezték el.
1919. augusztus 4-én Alexandru Vaida-Voievoddal és a párizsi békekonferencián részt vevő román küldöttség többi tagjával együtt beavatták az Ernest Renan párizsi szabadkőműves páholyba.

## Vuia I

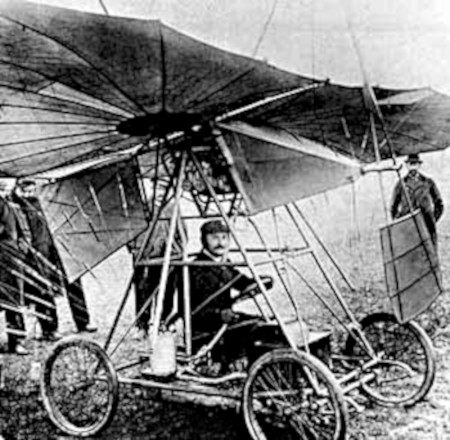
Traian Vuia repülőgépe (1906. március 18.)

1902. július 1-jén érkezett Párizsba, poggyászában egy eredeti „aeroplan-automobil” tervével, amelyet még diákkorában tervezett, és a hozzá kapcsolódó, az elmúlt tizenkét hónapban készült modellel. 1902/1903 telén Vuia megkezdte a repülőgép építését, a legapróbb részletekig tökéletesítve az eredeti terveket, amelyeken előző évben Lugosban dolgozott. Újra anyagi gondokba ütközött, de sikerült leküzdenie azokat mentora, Coriolan Brediceanuval segítségével. 1904 őszén saját motor építésébe is belekezdett. Erre a találmányára 1904-ben szabadalmat szerez az Egyesült Királyságban. A teljes gépészeti rész 1905 februárjában készül el. A gép a motor felszerelése után decemberre készült el, és a Vuia I. nevet kapta, amelyet alakja miatt denevérnek becéztek. A teljes tömege 250  kg volt, 14 m² tartófelülettel és 20 LE-s motorral. Az első kísérletek 1905-ben kezdődtek automobilként, eltávolított szárnyakkal, hogy tapasztalatokat szerezzenek a kezeléséről.
1906. |március 18-án a Párizs melletti Montessonban repült először a Vuia I. 50 méteres gyorsulás után a szerkezet közel egy méter magasra emelkedett és 12 méter távolságra szállt, ezt követően a légcsavarlapátok leálltak és a gép leszállt.
Franciaországban, az Egyesült Államokban és Nagy-Britanniában számos újság írt arról, hogy ő az első ember, aki saját felszálló-, meghajtó- és leszállórendszerrel felszerelt, levegőnél nehezebb géppel repült. Azóta előtérbe került és elterjedt az a gondolat, hogy Vuiának képes volt sík felületről felszállni repülőgépével, kizárólag a saját eszközeivel a „fedélzetén”, „külső segítség” nélkül (lejtő, vasút, katapult stb.) felszállnia.  Az első repülőgép meghatározásával kapcsolatban azonban sok ellentmondás és vita és van mind a mai napig.
A későbbiekben is számos találmányt szabadalmaztatott és épített, például 1925-ben egy gőzfejlesztőt, vagy 1918 és 1922 között két helikoptert. 1950. szeptember 3-án  Bukarestben hunyt el.

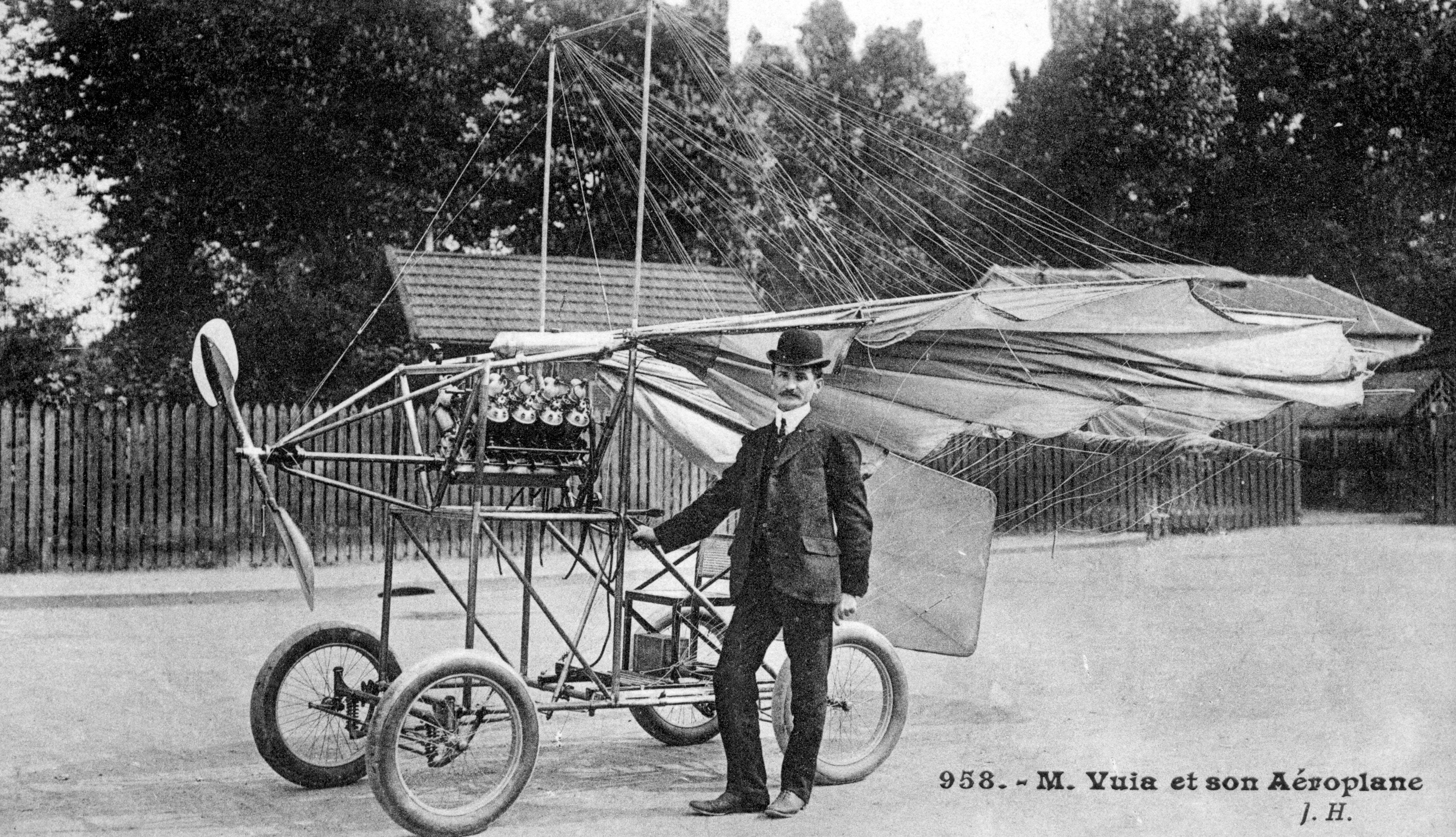
Képeslap Vuiával és repülőgépével "Vuia II"

1946. május 27-én a Román Akadémia tiszteletbeli tagjává választották.
A bukaresti Bellu temetőben nyugszik.

## Emlékezete
- A temesvári nemzetközi repülőtér Traian Vuia nevét viseli.
- A temesvári Traian Vuia Nemzetközi Repülőtér előtt található a Temesvári Akadémiai Kulturális Alapítvány 1:1 méretarányú Vuia 1 típusú repülőgép modellje.[7]
- 2013. szeptember 14- én Montessonban a helyi francia hatóságok táblát avattak Traian Vuia emlékére.[8]
- Egy craiovai középiskola viseli a nevét.[9]

## Fordítás
Ez a szócikk részben vagy egészben  a   Traian Vuia című román Wikipédia-szócikk ezen változatának fordításán alapul.  Az eredeti cikk szerkesztőit annak laptörténete sorolja fel. Ez a jelzés csupán a megfogalmazás eredetét és a szerzői jogokat jelzi, nem szolgál a cikkben szereplő információk forrásmegjelöléseként.